# Peter Stühlen
Peter Stühlen (* 12. August 1900 in Hagenau, Elsass; † 21. April 1982 in Dielheim) war ein deutscher Schriftsteller.

## Leben
Stühlen entstammte der Schwarzwälder Familie Keßler, eine der prägenden Familien der Großen Compagnie, die später in Hagenau ansässig war. Als 17-Jähriger ging Stühlen als Kriegsfreiwilliger in den Ersten Weltkrieg; als er zurückkehrte, war Hagenau französisch. Stühlen arbeitete ab 1927 in Berlin in verschiedenen Industriebereichen, siedelte sich später in Oberweier bei Karlsruhe an und widmete sich der Schriftstellerei.
Die Entwurzelung seines Jahrgangs durch den Krieg, die Heimatlosigkeit und die schwierige Orientierung in der Weimarer Republik spiegelt sich vor allem in seinem Roman Gegen Morgen, aber auch im dritten Band Das Erbe seiner Trilogie Die Elsißträger. Stühlen gelang nach den Neuauflagen seiner Trilogie in der Nachkriegszeit mit seinen Romanen Sieben Jahre und Die Erfolgreichen ein durchaus erfolgreicher Neustart.
Peter Stühlen wurde von der Literaturwissenschaft im Nachkriegsdeutschland weitgehend ignoriert. Erst durch die Forschung von Prof. Scholdt und anderen wird seit einigen Jahren darauf hingewiesen, dass auch im Dritten Reich nicht nur angepasste völkische Blut-und-Boden-Literatur erschien. Stühlen hat sich, wie Manfred Bosch betont, „durch keinerlei Zugeständnisse an den faschistischen Heimatbegriff bei den Nazis“ angebiedert, was durch seine Neuauflagen ab 1947 auch gut belegt sei. Die Modernität Stühlens zeigt sich eindrucksvoll in der Internationalität eines literaturtheoretischen Aufsatzes von 1941, der sich ohne ideologische oder chauvinistische Scheuklappen mit zeitgenössischen "Feind-Autoren" wie Proust, Romain, Huxley, Lawrence, Lewis und Don Passos auseinandersetzte (in: "Das Erbe" Ausgabe 1992, Anhang).

## Werke
- Eltern und Kinder, 1935, Wolfgang Krüger Verlag & Co. GmbH, Berlin / 1992 Kirchheim-Teck (Die Elsißträger, 2)
- Aus den schwarzen Wäldern, 1936, Wolfgang Krüger Verlag & Co. GmbH, Berlin / 1992 Kirchheim-Teck (Die Elsißträger, 1)
- Gegen Morgen, 1937 Berlin
- Das Erbe, 1941 Berlin / 1992 Kirchheim-Teck (Die Elsißträger, 3)
- Sieben Jahre, 1960 Hamburg
- Die Erfolgreichen, 1961 Hamburg